# Лукин, Николай Васильевич (военный)
Николай Васильевич Лукин (род. 02 июля 1881 — 22 мая 1918) — казак из станицы Ильинской 1-го ВО ОКВ, войсковой старшина со старшинством от 4 октября 1915. Участник Русско-японской войны. Участник Первой мировой войны, и военачальник Белого движения.

## Биография
Окончил Оренбургское Казачье Юнкерское Училище по 1 разряду, был произведён со старшинством с 6 сентября 1901 года в хорунжие. С 11 февраля 1914 года в 1-м Оренбургском казачьем полку. Командир 6-й сотни в 12-м Оренбургском казачьем полку с 6 июля 1914 года, командир 5 сотни и зав. хозяйством в 11-м Оренбургском казачьем полку с 26 марта 1916 года. За ссору и нанесение побоев делопроизводителю хозяйственной части полка губернскому секретарю Г. Е. Вальханскому отчислен от должности и находился под следствием. 26 июля 1917 года назначен помощником командира 12-го Оренбургского казачьего полка. Один из организаторов и руководителей налёта казаков на Оренбург 4 апреля 1918 года когда после жаркого боя город был взят, но плохо организованные и слабо вооружённые станичные дружины не смогли удержать город в своих руках и отступили. 22 мая 1918 года выдан казаками станицы Нежинской красногвардейцам и последними расстрелян.

## Награды
- Орден Святого Станислава 3-й степени (1913).
- Орден Святой Анны 4-й степени с надписью «За храбрость» (1905).
- Орден Святой Анны 3-й степени с мечами и бантом (1913).
- Орден Святого Владимира 4-й степени с мечами и бантами, (ВП 6.05.1913)[2].